# Kosi Thompson
Kosi Trevor David Thompson (Toronto, 27 gennaio 2003) è un calciatore canadese, centrocampista del Toronto FC.

## Carriera

### Toronto
Cresciuto nel settore giovanile del Toronto FC, il 13 maggio 2021 firma il suo primo contratto con la squadra riserve. Il 25 febbraio 2022 viene "promosso" in prima squadra, firmando un contratto di durata biennale con opzione di rinnovo per le stagioni 2025 e 2026. L'11 marzo ha esordito in MLS, in occasione dell'incontro perso per 2-1 contro il Columbus Crew. Realizza la sua prima rete in campionato il 9 aprile, nell'incontro pareggiato per 2-2 contro il Real Salt Lake.

### Prestito al Lillestrom
Il 29 agosto si trasferisce in prestito al Lillestrøm.

## Statistiche

### Presenze e reti nei club
Statistiche aggiornate al 3 ottobre 2024.
| Stagione             | Squadra              | Campionato           | Campionato | Campionato | Coppe nazionali | Coppe nazionali | Coppe nazionali | Coppe continentali | Coppe continentali | Coppe continentali | Altre coppe | Altre coppe | Altre coppe | Totale | Totale |
| Stagione             | Squadra              | Comp                 | Pres       | Reti       | Comp            | Pres            | Reti            | Comp               | Pres               | Reti               | Comp        | Pres        | Reti        | Pres   | Reti   |
| -------------------- | -------------------- | -------------------- | ---------- | ---------- | --------------- | --------------- | --------------- | ------------------ | ------------------ | ------------------ | ----------- | ----------- | ----------- | ------ | ------ |
| 2021                 | Toronto FC II        | USL1                 | 27         | 1          | -               | -               | -               | -                  | -                  | -                  | -           | -           | -           | 27     | 1      |
| feb.-ago. 2023       | Toronto FC II        | MNP                  | 1          | 0          | -               | -               | -               | -                  | -                  | -                  | -           | -           | -           | 1      | 0      |
| Totale Toronto FC II | Totale Toronto FC II | Totale Toronto FC II | 28         | 1          |                 | -               | -               |                    | -                  | -                  |             | -           | -           | 28     | 1      |
| 2022                 | Toronto FC           | MLS                  | 24         | 1          | CC              | 3               | 0               | -                  | -                  | -                  | -           | -           | -           | 27     | 1      |
| feb.-ago. 2023       | Toronto FC           | MLS                  | 14         | 1          | CC              | 1               | 0               | -                  | -                  | -                  | LC          | 1           | 0           | 16     | 1      |
| sett.-dic. 2023      | Lillestrøm 2         | 3D                   | 2          | 0          | -               | -               | -               | -                  | -                  | -                  | -           | -           | -           | 2      | 0      |
| sett.-dic. 2023      | Lillestrøm           | ES                   | 4          | 0          | CN              | -               | -               | -                  | -                  | -                  | -           | -           | -           | 4      | 0      |
| 2024                 | Toronto FC           | MLS                  | 29         | 0          | CC              | 6               | 0               | -                  | -                  | -                  | LC          | 3           | 0           | 38     | 0      |
| 2025                 | Toronto FC           | MLS                  | -          | -          | CC              | -               | -               | -                  | -                  | -                  | LC          | -           | -           | -      | -      |
| Totale Toronto FC    | Totale Toronto FC    | Totale Toronto FC    | 67         | 2          |                 | 10              | 0               |                    | -                  | -                  |             | 4           | 0           | 81     | 2      |
| Totale carriera      | Totale carriera      | Totale carriera      | 101        | 3          |                 | 10              | 0               |                    | -                  | -                  |             | 4           | 0           | 115    | 3      |